# Општина Дорнешти (Сучава)
Дорнешти (рум. Dorneşti) општина је у Румунији у округу Сучава.
Oпштина се налази на надморској висини од 359 m.